# 扶苏
扶蘇（—前210年），嬴姓，秦始皇長子，秦朝政治人物。秦始皇駕崩後，趙高和李斯等人矯詔謀殺扶蘇，改立公子胡亥為帝，是為沙丘之變。

## 生平
秦始皇消滅六國後，長子扶蘇曾多次議政，同情儒生，素有賢名，對於治國、安定天下颇有遠見。
始皇三十五年（前212年），侯生、盧生等人議論皇帝，並雙雙逃走。秦始皇聽到消息後極為憤怒，下令御史進行追查，坑殺“犯禁者四百六十馀人”。扶蘇不同意父親焚書坑儒、「重法繩之臣」等嚴刑峻法，多次上書諫議，勸阻秦始皇。扶蘇認為，天下初定，百姓未安，遠方的百姓都還沒聚集，諸生都背誦、效法孔子之言；現在陛下用重法制裁諸生，他害怕會導致天下不安。扶蘇的勸諫觸怒了秦始皇，被秦始皇流放到北方，在上郡（今陝西延安附近）監督蒙恬部隊軍務。但扶蘇展現出剛強堅毅而威武勇猛，待人誠信而振奮賢士。
始皇三十七年（前210年）冬，始皇巡行天下，行至沙丘（今河北廣宗西北）時病逝。始皇臨终前曾以璽為遺詔，要扶蘇交兵權給蒙恬，到咸陽來主持他的葬禮，意思就是要扶蘇繼位。但中車府令趙高和丞相李斯等人秘不發喪，陰謀讓扶蘇弟胡亥繼位，矯詔以胡亥即位；同時另下詔書賜死蒙恬和扶蘇，並“數以罪”；史稱「沙丘之變」。
胡亥的使者奉敕書到上郡，扶蘇遂準備自殺。蒙恬曾經起疑心，力勸扶蘇不要輕生：「皇帝陛下在外地，未立太子，派微臣率領三十萬大軍防守邊疆，又派您監軍，此天下之重任啊。現在隨便一個使者來就自殺，如何知道其不是有詐？我們應該上書請示，請示了再請示，再三請示，而後死還不遲。」但扶蘇為人仁孝則說：「父親要賜死兒子，有何好請示？」扶蘇旋即伏劍自刎於軍中。
扶蘇逝世兩年後，陳勝、吳廣發動大澤起義反秦，聽聞有言「少子不當立，當立者乃公子扶蘇」，百姓大多聽聞其賢能名聲，就假稱公子扶蘇、项羽起兵，以號召众人相应。

## 生母
扶蘇的親生母親因「秦俗多忌諱之禁」，歷史失載。:281-283
日本歷史學家藤田勝久在《項羽與劉邦的時代：秦漢帝國興亡史》（東京：講談社，2006）一書中，從陳勝、吳廣起義將扶蘇、項燕並舉為號召的事例中，推測出扶蘇可能同項燕一般具有楚國貴族的血統，所以扶蘇的母親應是來自楚國的宗室。:219
中國歷史學家李開元提出佐證之二：秦王政九年（公元前238年），嬴政22歲行冠禮成年，開始親政，按照秦國王室秦惠文王的先例推斷，嬴政應於23歲時舉辦大婚，婚事多由太后操辦。嬴政13歲即位之初本有三名太后；親祖母夏太后早於秦王政七年（公元前240年）過世、生母帝太后趙姬因前一年的「嫪毐之亂」牽涉過深，無力左右嬴政婚事、僅剩養祖母華陽太后有權力決定王后人選。華陽太后是楚國人，欽定娘家出身的楚國王女下嫁嬴政，乃合乎情理與華陽太后利益的安排，而這位楚國王女極有可能即是扶蘇的母親:220-222。

## 子嗣
一說後來的秦王子嬰即是扶蘇之子。但史書又記載子婴與其二子謀殺趙高，如子嬰為扶蘇之子，則其子尚幼、不可能參與謀劃，故此說存疑。

## 紀念
- 陝西、山西等地區皆有奉祀扶蘇的廟宇，為「扶蘇廟」。
- 河北大城有扶蘇冢。
- 陕西省咸阳市秦都区、上海市杨浦区、安徽省亳州市谯城区有扶苏路。
- 陶翰《經殺子谷》：「扶蘇秦帝子，舉代稱其賢。」
- 胡曾《殺子谷》：「舉國賢良盡淚垂，扶蘇屈死樹邊時。」

## 電視劇、動畫和遊戲
- 《神話》由馬文龍飾演。
- 《楚漢傳奇》由葉項明 （页面存档备份，存于）飾演。
- 《大秦賦》由于壵飾演。
- 《秦漢英雄傳》由陳思宇配音。
- 遊戲
- 《秦殤》

## 原文註解
1. ↑  史記/卷006：始皇長子扶蘇諫曰：「天下初定，遠方黔首未集，諸生皆誦法孔子，今上皆重法繩之，臣恐天下不安。唯陛下察之。」始皇怒，使扶蘇北監蒙恬於上郡。
2. ↑  資治通鑑/卷007：始皇長子扶蘇諫曰：“諸生皆誦法孔子。〔誦法：誦孔子之言，以為法也。〕今上皆重法繩之，臣恐天下不安。”始皇怒，流放扶蘇至蒙恬軍，監軍於上郡。
3. ↑  s:東坡志林/卷五：長子扶蘇好直諫，上怒，使北監蒙恬兵於上郡。
4. ↑  史記/卷087：始皇三十七年十月，行出遊會稽，並海上，北抵琅邪。丞相斯、中車府令趙高兼行符璽令事，皆從。始皇有二十餘子，長子扶蘇以數直諫上，上使監兵上郡，蒙恬為將。少子胡亥愛，請從，上許之。餘子莫從。
5. ↑  史記/卷087：高曰：「高固內官之廝役也，幸得以刀筆之文進入秦宮，管事二十餘年，未嘗見秦免罷丞相功臣有封及二世者也，卒皆以誅亡。皇帝二十餘子，皆君之所知。長子剛毅而武勇，信人而奮士，即位必用蒙恬為丞相，君侯終不懷通侯之印歸於鄉里，明矣。高受詔教習胡亥，使學以法事數年矣，未嘗見過失。慈仁篤厚，輕財重士，辯於心而詘於口，盡禮敬士，秦之諸子未有及此者，可以為嗣。君計而定之。」
6. ↑  史記/卷087：蒙恬止扶蘇曰：「陛下居外，未立太子，使臣將三十萬眾守邊，公子為監，此天下重任也。今一使者來，即自殺，安知其非詐？請復請，復請而後死，未暮也。」使者數趣之。扶蘇為人仁，謂蒙恬曰：「父而賜子死，尚安復請！」即自殺。
7. ↑  史記/卷048：陳勝曰：「天下苦秦久矣。吾聞二世少子也，不當立，當立者乃公子扶蘇。扶蘇以數諫故，上使外將兵。今或聞無罪，二世殺之。百姓多聞其賢，未知其死也。項燕為楚將，數有功，愛士卒，楚人憐之。或以為死，或以為亡。今誠以吾眾詐自稱公子扶蘇、項燕，為天下唱，宜多應者。」
8. ↑  史記/卷048〈陳涉世家〉： 陳勝佐之，並殺兩尉。召令徒屬曰：「公等遇雨，皆已失期，失期當斬。藉弟令毋斬，而戍死者固十六七。且壯士不死即已，死即舉大名耳，王侯將相寧有種乎！」徒屬皆曰：「敬受命。」乃詐稱公子扶蘇、項燕，從民欲也。